# 윤병선
윤병선은 대한민국의 전 야구선수이자, 전 야구코치다. 1975년 롯데 자이언트에 창단멤버로 입단했다. 이후 건국대학교 감독을 역임했으며, 1994년에는 히로시마 아시안게임에서 대한민국 아마야구 국가대표팀 코치를 맡아 팀의 준우승을 이끌었다.

## 출신 학교
- 건국대학교

## 같이 보기
- 1976년 롯데 자이언트 시즌